# 羅伯森調查小組

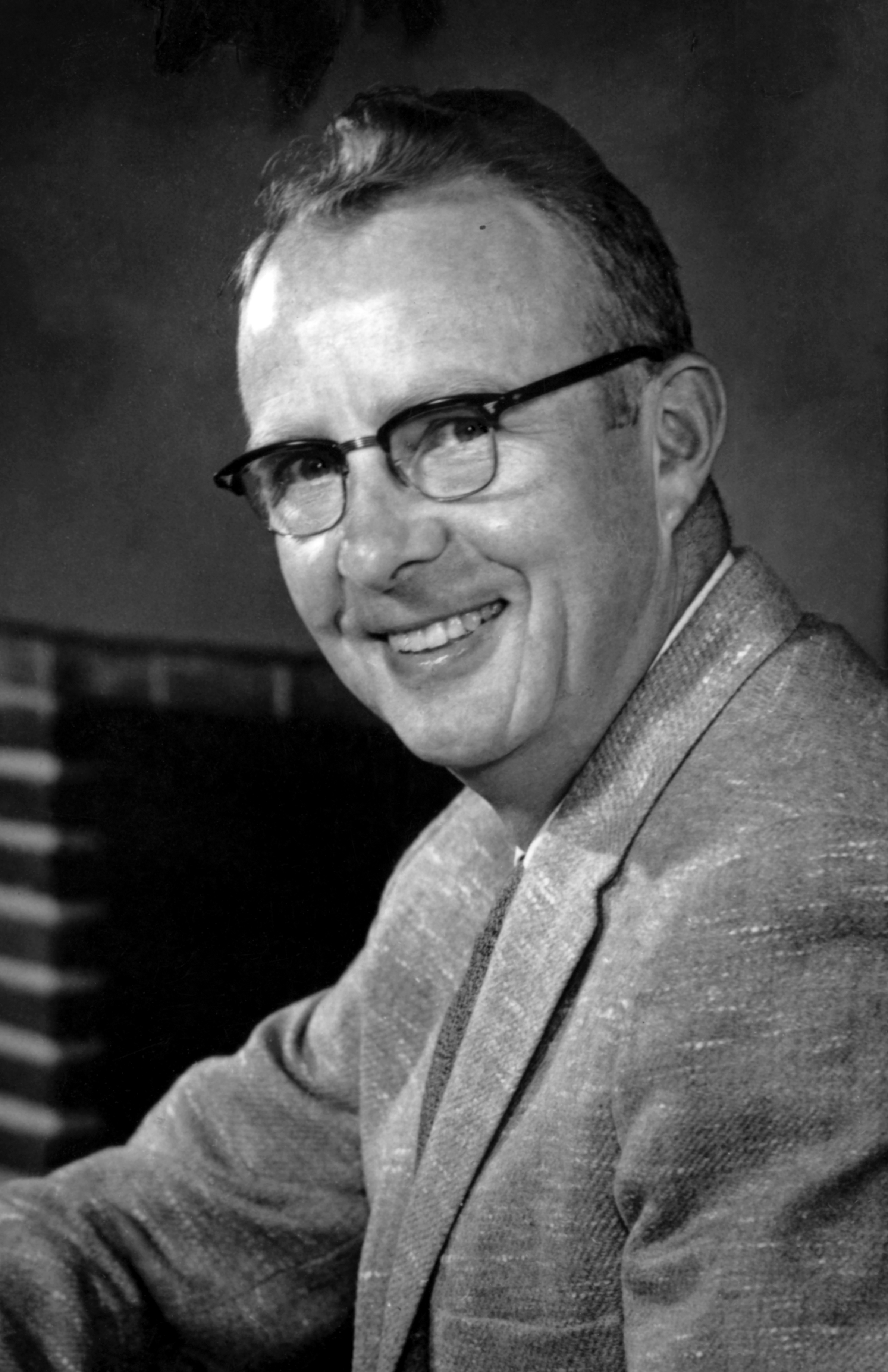
羅伯森調查小組的成員路易斯·阿爾瓦雷茨

羅伯森調查小組（英語：Robertson Panel）是美國政府為對不明飛行物（UFO）提出科學解釋，在1953年成立的小組。該小組後來做出了相當有名的羅伯森報告。
1952年12月4日，美國中央情報局決定成立一個調查小組來為UFO提出科學解釋。於是到了1953年1月，美國官員H. Marshall Chadwell和物理學家霍华德·P·罗伯逊成立了這個由非軍方學者組成的調查小組。
小組調查之後的結論大致是這樣：沒有發現足以證明UFO會威脅國家安全或者是來自地球以外的證據，然而對於UFO報告的持續關注卻有可能造成通訊管道阻礙以及大眾的非理性行為，進而妨礙政府運作。小組也擔心美國的潛在敵人會利用UFO現象阻礙美國空防。
小組建議：為解決這些問題，國家安全局要拆穿UFO報告，並且研究出公共教育政策來向大眾保證關於UFO的證據不足。小組建議利用大眾媒體、廣告、工商聯誼會、學校、甚至迪士尼企業來促進傳播。在當時麦卡锡主义的氣氛之下，小組還建議要監視私人UFO團體，防範其顛覆活動。
這個結論叫做羅伯森報告，意見和之前美國空軍以及中情局進行的研究一樣。
基於這項研究，中情局表示將不再重視UFO，雖然仍會為國安理由監視。中情局官方同時要求對中情局介入「飛碟」的事保密，因此不但羅伯森報告列為機密，連中情局曾贊助羅伯森調查小組的事也被禁止提起。這後來大大打擊了中情局的信用。